# Оберле (Пенсилванија)
Оберле (енгл. Oberlin) насељено је место без административног статуса у америчкој савезној држави Пенсилванија.

## Демографија
По попису из 2010. године број становника је 588.
| Група             | 2000.    | 2010.       |
| Белци             | 0 (0,0%) | 411 (69,9%) |
| Афроамериканци    | 0 (0,0%) | 69 (11,7%)  |
| Азијати           | 0 (0,0%) | 14 (2,4%)   |
| Хиспаноамериканци | 0 (0,0%) | 68 (11,6%)  |
| Укупно            | 0        | 588         |